# Руда, Хосе Мария
Хо́се Мари́я Ру́да (исп. Jose Maria Ruda; 9 августа 1924, Буэнос-Айрес — 7 июля 1994, Кастель-Пладжа-де-Аро) — аргентинский юрист и дипломат.

## Биография
Родился в Буэнос-Айресе в 1924 году. В 1949 году получил юридическое образование в Университете Буэнос-Айреса, где с 1960 по 1973 год был профессором международного права. Он также получил степень магистра права в Университете Нью-Йорка в 1955 году. С 1950 по 1955 год работал в отделе по кодификации международного права Управления ООН по правовым вопросам. Затем начал карьеру на дипломатической службе в Аргентине, а в 1961 году стал советником по правовым вопросам в Министерстве иностранных дел Аргентины.
В последующие годы он регулярно представлял Аргентину на заседаниях Генеральной Ассамблеи ООН, в 1965 году был назначен постоянным представителем страны при ООН. Занимал этот пост в течение пяти лет, при нём Аргентина была непостоянным членом Совета Безопасности ООН в течение двух лет. С 1954 по 1972 год был членом Комиссии международного права, в том числе в 1968 году в качестве её председателя. В 1970 году он вернулся на родину и стал заместителем министра иностранных дел. Три года спустя, в феврале 1973 года стал судьей Международного суда ООН в Гааге в возрасте 49 лет, став одним из самых молодых судей когда-либо избранных в международный суд. Он был членом суда до 1991 года, а в последние три года своего пребывания в должности с 1988 по 1991 годы занимал также должность председателя Международного суда ООН. В 1993—1994 годах являлся членом Арбитражной комиссии по бывшей Югославии.
Хосе Мария Руда считался независимым в своих взглядах, а также в своих позициях, изложенных в судебных решениях. За время своего пребывания на посту Председателя Международного суда ему сравнительно часто удавалось добиваться единогласного решения судей. Сразу после работы в Международном суде он занимал должность председателя Трибунала по рассмотрению претензий между Ираном и США до 1993 года. В последующие годы работал консультантом и посредником в международных спорах как в межправительственном, так и в экономическом секторах. Он умер в 1994 году от сердечного приступа во время отпуска на Коста-Брава.

## Избранные труды
- Instrumentos internacionales. Tipográfica Editora Argentina, Buenos Aires 1976
- Presente y futuro del Tribunal Internacional de Justicia. Universidad de Granada, Granada 1990
- Derecho internacional publico. Tipográfica Editora Argentina, Buenos Aires 1994